# Покоління сніжинок
Покоління сніжинок (англ. Generation Snowflake) — образливий термін для позначення покоління, роки дорослішання якого припали на початок XXI століття. Назва підкреслює вразливість цих молодих людей і їхню впевненість у своїй винятковості, що поєднується з потребою в належності до великих спільнот однодумців. «Покоління сніжинок» є частиною поколінь «міленіалів» та «зумерів».
Газета «Файненшл Таймс» в 2016 році оголосила використання слова «сніжинка» в цьому сенсі «словом року», а словник Коллінза включив вираз в десятку слів 2016 року.

## Характеристики
«Покоління сніжинок» — позначення молодих людей, які дуже вразливі емоційно, погано витримують будь-які навантаження і сприймають чужі погляди, відмінні від власних, як персональне приниження. Вони вважають своїм невід'ємним правом бути захищеними від усіх активних потенційно неприємних речей у житті.
Покоління головним чином проявляється своєю показною політкоректністю та невмінням терпіти існування поглядів на життя, протилежних власним. Обговорення таких поглядів, навіть в контексті світової історії, вважається ними образливим. Зокрема, це проявляється у бунтарстві проти освіти. Вони не визнають довгострокових авторитетів і самі часто не здатні ними бути.
Психічний спокій «сніжинок» може похитнутися, якщо хтось представляє погляди, що суперечать їх власним світоглядам. Тоді формуються протестні рухи, як, наприклад, проти професора психології Джордана Пітерсона, який займається психологією ідеологій та релігій, психологією особистості та свідомості людини, тоталітарними системами в університеті Торонто, коли він наважився вказати на небезпеку політкоректності в її сучасному соціальному трактуванні молодих людей.
Або вони намагаються привести контрагентів та противників до «ганебного стовпа», щоб ті самі видалили свої повідомлення на суперечливі та неоднозначні теми в соціальних мережах — як, наприклад, у випадку з професорською сімейною парою з Єльського університету, яка поставила під сумнів вигнання «потенційно образливих» костюмів для Гелловіна із студентської вечірки та була оголошена за це расистською і культурно нечутливою парою.
Багатьом дослідникам у розвинених країнах, соціологам, психологам, викладачам вищих навчальних закладів і педагогам в школах притаманна думка, що «сніжинки» лише на словах противники насильства. Насильство, яке забезпечує почуття захищеності «сніжинок», сприймається цим поколінням як «правильне», необхідне насильство. «Сніжинки» не відмовляються від насильства, натомість делегують його владі. Вони поводяться грубо з інакомислячими, коли впевнені у своїй безпеці, зокрема коли згуртовані. «Сніжинки» схвалюють цькування інакомислячих та їхнє приниження.
Політика виступів за заборону викладання лекторами, які вважаються «сніжинками» за політичних «правих», консерваторів, мілітаристів, сексистів або колоніалістів, отримала назву «no platforming» — не давати право слова і робочих місць тим, з ким «сніжинки» не згідні.
«Покоління сніжинок» глибоко залежне від екранної культури. Його представники більшість часу проводять за моніторами чи дисплеями смартфонів. «Сніжинки» також залежні від почуття належності до великої спільноти. Для них важливо мати якомога більше «друзів» чи «підписників» у соцмережах, стримінгових сервісах, відеосервісах. «Сніжинки» слабкі в довгостроковому плануванні та не уявляють ким могли би стати за кілька років.

## Історія терміна
Прийнято вважати, що значення слова «сніжинка» на позначення групи людей походить від його вживання в 1996 році в романі «Бійцівський клуб» Чака Поланіка, повторений в популярному однойменному фільмі в 1999 році:

| Нічого в тебе особливого немає. Зовсім ти не сніжинка, прекрасна і унікальна.Оригінальний текст (англ.) You are not special. You are not a beautiful and unique snowflake. |
| |

Слово «сніжинка» стало широко вживатися в образливому сенсі після 2010 року.

Публіцист Брет Елліс звернувся до покоління «сніжинок» так:

| О, маленькі сніжинки, коли ви всі стали бабусями та суспільними матронами, що стискають з жахом свої перли при одній появі людини з власною думкою... ви рюмсаючі слабохарактерні та самозакохані нарциси?Оригінальний текст (англ.) Oh, little snowflakes, when did you all become grandmothers and society matrons, clutching your pearls in horror at someone who has an opinion about something... you snivelling little weak-ass narcissists? |
| |

Британський письменник-педагог Том Беннетт в 2016 році писав у інтерв'ю для газети «The Daily Telegraph»: «Приходячи до університетів, вони вже лякаються, зіткнувшись з тим, що світ відмінний від їх уявлень, тому вони шукають в лекторіях захисту і безпеки, а не творчості і знань». Захист виглядає таким чином: потрібно всіма силами робити вигляд, що «сніжинок» — більшість, що всі вони мислять в одному ключі, тому спірним або неприємним думкам не місце в цій аудиторії.

## Подібні значення
У 1980-х роках в Японії «плем'ям сніжинок» називали нове покоління чоловіків, що мають високі доходи, а незадоволеність шлюбом призводила до дороговартісних позашлюбних зв'язків; назва походить від роману Дзюн'іті Ватанабе «Сніжинка» (1983), головний герой якого руйнує своє життя саме таким чином.
Ребекка Ніколсон порівнює «сніжинок» з наручниками без ключа: як тільки когось назвали сніжинкою, його/її спроби опротестувати це визначення лише підтвердять початкове звинувачення в тонкошкірості. Зручність навішування цього ярлика призвело до зростання популярності та розширенню сенсу виразу, який тепер використовується консерваторами для таврування представників лівих політичних поглядів і навпаки.
Нейропсихологи використовують термін «сніжинка» для того, щоб підкреслити унікальність кожного пацієнта, що призводить до специфічних методів дослідження — «вивчати симптоми, а не синдроми».